# Labastide-du-Haut-Mont
Labastide-du-Haut-Mont är en kommun i departementet Lot i regionen Occitanien i södra Frankrike. Kommunen ligger i kantonen Latronquière som tillhör arrondissementet Figeac. År 2022 hade Labastide-du-Haut-Mont 44 invånare.

## Befolkningsutveckling
Antalet invånare i kommunen Labastide-du-Haut-Mont
| Referens: INSEE |